# Премія «Люм'єр» найкращому актору
Премія «Люм'єр» найкращому актору (фр. Prix Lumières du meilleur acteur) одна з премій, яку присуджує французька Академія «Люм'єр» (фр. Académie des Lumières) з 1996 за найкращу чоловічу роль в кіно.

## Переможці та номінанти
Нижче наведено список лауреатів та номінантів премії. Імена переможців виділені окремим кольором. Позначкою ★ відмічено фільми, які також отримали перемогу у категорії «Найкраща акторка».

### 1990-ті
| Рік       | Winner        | Назва українською | Оригінальна назва        |
| --------- | ------------- | ----------------- | ------------------------ |
| 1996 1-ша | Мішель Серро  | Неллі та пан Арно | Nelly et Monsieur Arnaud |
| 1997 2-га | Шарль Берлінґ | ★ Насмішка        | Ridicule                 |
| 1998 3-тя | Мішель Серро  | Ставки зроблено   | Rien ne va plus          |
| 1999 4-та | Жак Вільре    | Вечеря з недоуком | Le Dîner de Cons         |

### 2000-ні
| Рік        | Переможці і номінанти | Назва українською                         | Оригінальна назва                |
| ---------- | --------------------- | ----------------------------------------- | -------------------------------- |
| 2000 5-та  | Філіпп Торретон       | Це починається сьогодні                   | Ça commence aujourd'hui          |
| 2001 6-таh | Данієль Отей          | Сад                                       | Sade                             |
| 2002 7-ма  | Мішель Буке           | Як я убив свого батька                    | Comment j'ai tué mon père        |
| 2003 8-ма  | Жан Рошфор            | Людина з потягу                           | L'Homme du train                 |
| 2004 9-та  | Бруно Тодескіні       | Його брат                                 | Son frère                        |
| 2005 10-та | Матьє Амальрік        | Королі та королева                        | Rois & reine                     |
| 2006 11-та | Ромен Дюрі            | І моє серце завмерло                      | De battre mon coeur s'est arrêté |
| 2007 12-та | Жерар Депардьє        | Коли я був співаком                       | Quand J'étais Chanteur           |
| 2007 12-та | Ламбер Вілсон         | Серця                                     | Cœurs                            |
| 2007 12-та | Франсуа Клюзе         | Не кажи нікому                            | Ne le dis à personne             |
| 2007 12-та | Мішель Блан           | Ви такі прекрасні                         | Je vous trouve très beau         |
| 2007 12-та | Саша Бордо            | Зірка солдата                             | L'Étoile du soldat               |
| 2008 13-та | Матьє Амальрік        | Скафандр і метелик                        | Le Scaphandre et le Papillon     |
| 2008 13-та | Жан-П'єр Мар'єль      | І нехай все танцює!                       | Faut que ça danse !              |
| 2008 13-та | Гійом Депардьє        | Не чіпай сокиру                           | Ne touchez pas la hache          |
| 2008 13-та | Бенуа Мажимель        | Одна дівчина на двох                      | La Fille coupée en deux          |
| 2008 13-та | Бенуа Мажимель        | 24 заходи                                 | 24 mesures                       |
| 2008 13-та | Жан-П'єр Дарруссен    | Серця чоловіків 2                         | Le Cœur des hommes 2             |
| 2008 13-та | Жерар Дармон          | Серця чоловіків 2                         | Le Cœur des hommes 2             |
| 2008 13-та | Марк Лавуан           | Серця чоловіків 2                         | Le Cœur des hommes 2             |
| 2008 13-та | Бернар Кампан         | Серця чоловіків 2                         | Le Cœur des hommes 2             |
| 2009 14-та | Венсан Кассель        | Ворог держави № 1                         | Mesrine: L'Instinct de mort      |
| 2009 14-та | Венсан Кассель        | Ворог держави № 1: Легенда                | Mesrine: L'Ennemi public n° 1    |
| 2009 14-та | Андре Дюссольє        | Кортекс                                   | Cortex                           |
| 2009 14-та | Клод Ріш              | Допоможи собі сам, тоді Бог тобі допоможе | Aide-toi, le ciel t'aidera       |
| 2009 14-та | Альбер Дюпонтель      | Два дні дня убивства                      | Deux jours à tuer                |
| 2009 14-та | Кад Мерад             | Завітайте, порегочемо!                    | Bienvenue chez les Ch'tis        |
| 2009 14-та | Гійом Депардьє        | Версаль                                   | Versailles                       |

### 2010-ті
| Рік        | Переможці і номінанти    | Назва українською                      | Оригінальна назва                    |
| ---------- | ------------------------ | -------------------------------------- | ------------------------------------ |
| 2010 15-та | Тахар Рахім              | Пророк                                 | Un prophète                          |
| 2010 15-та | Франсуа Клюзе            | Спочатку                               | À l'origine                          |
| 2010 15-та | Іван Атталь              | Викрадення                             | Rapt                                 |
| 2010 15-та | Венсан Лендон            | Ласкаво просимо                        | Welcome                              |
| 2010 15-та | Ромен Дюрі               | Переслідування                         | Persécution                          |
| 2011 16-та | Мішель Лонсдаль          | Про людей і богів                      | Des hommes et des dieux              |
| 2011 16-та | Ламбер Вілсон            | Про людей і богів                      | Des hommes et des dieux              |
| 2011 16-та | Ламбер Вілсон            | Принцеса де Монпансьє                  | La Princesse de Montpensier          |
| 2011 16-та | Ромен Дюріс              | Людина, яка хотіла залишатися собою    | L'Homme qui voulait vivre sa vie     |
| 2011 16-та | Ромен Дюріс              | Серцеїд                                | L'Arnacœur                           |
| 2011 16-та | Ерік Ельмосніно          | Генсбур. Герой і хуліган               | Gainsbourg, vie héroïque             |
| 2011 16-та | Едгар Рамірес            | Карлос                                 | Carlos                               |
| 2012 17-та | Омар Сі                  | Недоторканні                           | Intouchables                         |
| 2012 17-та | Андре Вільм              | Гавр                                   | Le Havre                             |
| 2012 17-та | Олів'є Гурме             | Управління державою                    | L'Exercice de l'Etat                 |
| 2012 17-та | Джої Старр               | Паліція                                | Polisse                              |
| 2012 17-та | Жан Дюжарден             | ★ Артист                               | The Artist                           |
| 2013 18-та | Жан-Луї Трентіньян       | Кохання                                | Amour                                |
| 2013 18-та | Дені Лаван               | Корпорація «Святі мотори»              | Holy Motors                          |
| 2013 18-та | Гійом Кане               | Чудове життя                           | Une vie meilleure                    |
| 2013 18-та | Жеремі Реньє             | Мій шлях                               | Cloclo                               |
| 2013 18-та | Матіас Шонартс           | Іржа та кістка                         | De rouille et d'os                   |
| 2014 19-та | Гійом Гальєнн            | Я, знову я та мама                     | Les Garçons et Guillaume, à table !  |
| 2014 19-та | Мішель Буке              | Ренуар. Останнє кохання                | Renoir                               |
| 2014 19-та | Т'єррі Лермітт           | Набережна Орсе                         | Quai d'Orsay                         |
| 2014 19-та | Ромен Дюрі               | Піна днів                              | L'Ecume des jours                    |
| 2014 19-та | Гійом Кане               | Жапплу                                 | Jappeloup                            |
| 2014 19-та | Тахар Рахім              | ★ Гранд Централ. Атомне кохання        | Grand Central                        |
| 2015 20-та | Гаспар Ульєль            | Святий Лоран. Страсті великого кутюр'є | Saint Laurent                        |
| 2015 20-та | Гійом Кане               | Наступного разу я стрілятиму в серце   | La Prochaine fois je viserai le cœur |
| 2015 20-та | Гійом Кане               | Чоловік, якого надто сильно любили     | L'Homme qu'on aimait trop            |
| 2015 20-та | Ромен Дюрі               | Нова подружка                          | Une nouvelle amie                    |
| 2015 20-та | Матьє Кассовітц          | Дике життя                             | Vie sauvage                          |
| 2015 20-та | П'єр Ніне                | Ів Сен Лоран                           | Yves Saint Laurent                   |
| 2015 20-та | Бенуа Пульворд           | 3 серця                                | 3 cœurs                              |
| 2016 21-та | Венсан Лендон            | Закон ринку                            | La Loi du marché                     |
| 2016 21-та | Венсан Лендон            | Щоденник покоївки                      | Journal d'une femme de chambre       |
| 2016 21-та | Жерар Депардьє           | Долина любові                          | Valley of Love                       |
| 2016 21-та | Андре Дюссольє           | 21 ніч з Патті                         | 21 nuits avec Pattie                 |
| 2016 21-та | Фабріс Лукіні            | Горностай                              | L'Hermine                            |
| 2016 21-та | Венсан Макень            | Друзі                                  | Les Deux Amis                        |
| 2016 21-та | Жеремі Реньє             | Ні на небесах, ні на землі             | Ni le ciel ni la terre               |
| 2017 22-га | Жан-П'єр Лео             | Смерть Людовика XIV                    | La mort de Louis XIV                 |
| 2017 22-га | П'єр Деладоншам          | Син Жана                               | Le fils de Jean                      |
| 2017 22-га | Жерар Депардьє           | Кінець                                 | The End                              |
| 2017 22-га | Ніколя Дювошель          | Я не мерзотник                         | Je ne suis pas un salaud             |
| 2017 22-га | Омар Сі та Джеймс Тьєррі | Шоколад                                | Chocolat                             |
| 2017 22-га | Гаспар Ульєль            | Це всього лиш кінець світу             | Juste la fin du monde                |
| 2018 23-тя | Науель Перес Біскаярт    | 120 ударів на хвилину                  | 120 battements par minute            |
| 2018 23-тя | Сванн Арло               | Дрібний фермер                         | Petit Paysan                         |
| 2018 23-тя | Жан-П'єр Бакрі           | 1+1=Весілля                            | Le Sens de la fête                   |
| 2018 23-тя | Луї Гаррель              | Молодий Годар                          | Le Redoutable                        |
| 2018 23-тя | Реда Катеб               | Джанго                                 | Django                               |
| 2018 23-тя | Данієль Отей             | Блискучий                              | Le Brio                              |
| 2019 24-та | Алекс Лутц               | Гі                                     | Guy                                  |
| 2019 24-та | Ромен Дюріс              | Наші битви                             | Nos batailles                        |
| 2019 24-та | Венсан Лакост            | Аманда                                 | Amanda                               |
| 2019 24-та | Венсан Лендон            | На війні                               | En guerre                            |
| 2019 24-та | Дені Меноше              | Опіка                                  | Jusqu'à la garde                     |